# Código ATC P02
O Código ATC P02 (Anti-helmínticos) é um subgrupo terapêutico da classificação ATC (Anatomical Therapeutic Chemical Classification System), um sistema de códigos alfanuméricos desenvolvido pela Organização Mundial da Saúde (OMS) para classificar medicamentos e outros produtos médicos. O subgrupo P02 faz parte do grupo anatômico P (antiparasitários, insecticidas e repelentes).

## P02BAntitrematodais

### P02BA Derivados daquinolinae substâncias relacionadas
P02BA01 Praziquantel
P02BA02 Oxamniquina

### P02BB Compostosorganofosforados
P02BB01 Metrifonato

### P02BX Outros agentes antitrematodais
P02BX01 Bitionol
P02BX02 Niridazol
P02BX03 Estibofeno
P02BX04 Triclabendazol

## P02CAgentesantinematodais

### P02CA Derivados debenzimidazol
P02CA01 Mebendazol
P02CA02 Tiabendazol
P02CA03 Albendazol
P02CA04 Ciclobendazol
P02CA05 Flubendazol
P02CA06 Fenbendazol
P02CA51 Mebendazol, associações

### P02CBPiperazinae derivados
P02CB01 Piperazina
P02CB02 Dietilcarbamazina

### P02CC Derivados datetrahidropirimidina
P02CC01 Pyrantel
P02CC02 Oxantel

### P02CE Derivados deimidazotiazol
P02CE01 Levamisol

### P02CFAvermectinas
P02CF01 Ivermectina

### P02CX Outros antinematodais
P02CX01 Pirvinium
P02CX02 Befênio
P02CX03 Moxidectina

## P02DAnticestodais

### Derivados doácido salicílicoP02DA
P02DA01 Niclosamida

### P02DX Outros anticestodais
P02DX01 Desaspidina
P02DX02 Diclorofeno